# Línea Valladolid-Arroyo del Transporte Metropolitano de Valladolid
La conexión Valladolid-Arroyo de la Encomienda de la red del Transporte Metropolitano de Valladolid es un servicio de autobuses interurbanos que cuenta con circulaciones diurna y nocturna, estructuradas en cinco rutas distintas. Es operada por La Regional Vallisoletana como parte de la concesión VACL-053 de la Junta de Castilla y León.

## Líneas Roja y  Azul
Las líneas Roja y Azul son las dos líneas, circulares, que prestan servicio en horario diurno y de lunes a domingo. Ambas salen de la estación de autobuses de Valladolid y, tras pasar por el paseo de Zorrilla y el barrio de Arturo Eyríes, se separan: la línea Roja se dirige hacia La Flecha y la Azul hacia La Vega. Sus recorridos confluyen el centro comercial Río Shopping, y prosiguen de vuelta a Valladolid por La Vega y La Flecha respectivamente.

### Horario
| Día                        | Línea      | Horas de salida de Valladolid      |
| -------------------------- | ---------- | ---------------------------------- |
| Lunes a viernes laborables | Línea Roja | de 6:30* a 22:30 cada media hora   |
| Lunes a viernes laborables | Línea Azul | de 6:45* a 22:15 cada media hora   |
| Sábados laborables         | Línea Roja | de 8:30 a 22:30 cada hora          |
| Sábados laborables         | Línea Azul | de 9:00 a 22:00 cada hora          |
| Domingos y festivos        | Línea Roja | 9:15, 12:15, 16:15, 19:15 y 21:15  |
| Domingos y festivos        | Línea Azul | 10:15, 14:15, 17:15, 20:15 y 22:15 |

- Los horarios indicados corresponden a la estación de autobuses de Valladolid, excepto los primeros servicios de lunes a viernes:
  - Línea Roja, a las 6:30 sale de Cmo. Zaratán fte. 2.
  - Línea Azul, a las 6:45 sale de Avda. Salamanca fte. hipermercado.

### Paradas
| Línea Roja Valladolid → La Flecha → Sotoverde → La Vega → Valladolid | Línea Azul Valladolid → La Vega → Sotoverde → La Flecha → Valladolid |
| -------------------------------------------------------------------- | -------------------------------------------------------------------- |
| Estación de autobuses de Valladolid                                  | Estación de autobuses de Valladolid                                  |
| Pº Zorrilla, 130 centro comercial                                    | Pº Zorrilla, 130 centro comercial                                    |
| Avda. Medina del Campo fte. 19 centro de salud                       | Avda. Medina del Campo fte. 19 centro de salud                       |
| Cmo. Zaratán fte. 2                                                  | Avda. Salamanca fte. hipermercado                                    |
| Cmo. Zaratán fte. 22                                                 | C/ Cardenal Torquemada esq. avda. Salamanca                          |
| C/ Clavel, 10A                                                       | Avda. Colón, 175 esq. pza. Florida                                   |
| C/ Clavel fte. Casa de Cultura                                       | Avda. Colón fte. 80 fte. Multiusos La Vega                           |
| C/ Almendrera, 12 CEIP Raimundo de Blas                              | Pº Juan Carlos I esq. avda. José Luis Lasa                           |
| Pza. España centro de salud                                          | Avda. José Luis Lasa, 27                                             |
| C/ Picones, 8 esq. gta. Cañazo                                       | Gta. La Flecha esq. avda. José Luis Lasa                             |
| Avda. Aranzana fte. 9                                                | C/ Presentación estatua al vaquero                                   |
| Avda. Aranzana IESO Arroyo                                           | C/ Ramón y Cajal edificio ADE                                        |
| Avda. Aranzana fte. 29                                               | C/ Ramón y Cajal fte. parque de mayores                              |
| Avda. Aranzana fte. 37                                               | C/ Juan de la Cierva fte. 5B                                         |
| C/ Ramón y Cajal fte. CEIP Kantica                                   | C/ Juan de la Cierva nuevos campos de rugby                          |
| C/ Me falta un tornillo aparcamiento C.C. Río Shopping               | Avda. Valdezarce fte. 1T fte. c/ Almazara                            |
| C/ Ramón y Cajal CEIP Kantica                                        | C/ Almazara fte. 11                                                  |
| C/ Arnaldo de Vilanova CEIP Kantica                                  | Cmo. Viejo campo de golf                                             |
| C/ Arnaldo de Vilanova fte. 1 centro deportivo                       | Avda. Aguachales fte. 17                                             |
| Avda. Aguachales, 17                                                 | C/ Arnaldo de Vilanova, 1 centro deportivo                           |
| Cmo. Viejo campo de golf                                             | C/ Arnaldo de Vilanova fte. CEIP Kantica                             |
| C/ Almazara, 11                                                      | C/ Ramón y Cajal fte. CEIP Kantica                                   |
| Avda. Valdezarce, 1T esq. c/ Almazara                                | C/ Me falta un tornillo aparcamiento C.C. Río Shopping               |
| C/ Juan de la Cierva fte. nuevos campos de rugby                     | C/ Ramón y Cajal CEIP Kantica                                        |
| C/ Juan de la Cierva, 5B                                             | Avda. Aranzana, 37                                                   |
| C/ Ramón y Cajal parque de mayores                                   | Avda. Aranzana, 29                                                   |
| C/ Ramón y Cajal fte. edificio ADE                                   | Avda. Aranzana fte. IESO Arroyo                                      |
| C/ Presentación estatua al vaquero                                   | Avda. Aranzana, 9                                                    |
| Avda. José Luis Lasa esq. gta. La Flecha                             | C/ Picones, 13 esq. gta. Cañazo                                      |
| Avda. José Luis Lasa, 18                                             | Pza. España fte. centro de salud                                     |
| Pº Juan Carlos I, 1 esq. avda. José Luis Lasa                        | C/ Almendrera fte. CEIP Raimundo de Blas                             |
| Avda. Colón, 82 Multiusos de La Vega                                 | C/ Almendrera, 16 Casa de Cultura                                    |
| Avda. Colón, 132                                                     | Cmo. Zaratán, 40A                                                    |
| Avda. Colón fte. 175                                                 | Cmo. Zaratán 22                                                      |
| C/ Cardenal Torquemada esq. avda. Salamanca                          | Cmo. Zaratán 2                                                       |
| Avda. Salamanca hipermercado                                         | Avda. Medina del Campo, 15 fte. centro de salud                      |
| Avda. Medina del Campo, 15 fte. centro de salud                      | Pº Zorrilla, 65 fte. centro comercial                                |
| Pº Zorrilla, 65 fte. centro comercial                                | Pº Filipinos esq. pº Zorrilla                                        |
| Pº Filipinos esq. pº Zorrilla                                        | Estación de autobuses de Valladolid                                  |
| Estación de autobuses de Valladolid                                  |                                                                      |

## Línea Verde: Universidades-Hospitales
Cuatro servicios especiales unen Arroyo con las facultades de la Universidad de Valladolid de Derecho, Enfermería, Medicina, Filosofía y Letras, Comercio y la escuela de Ingenierías Industriales, y con la Universidad Europea Miguel de Cervantes. También permiten llegar a los hospitales Clínico y Río Hortega de la capital.

### Horario
| Día                        | Lugar de salida | Horas de salida |
| -------------------------- | --------------- | --------------- |
| Lunes a viernes laborables | Arroyo          | 7:00 y 15:00    |
| Lunes a viernes laborables | Valladolid      | 14:10 y 20:10   |

### Paradas
| Línea Verde                                                 | Línea Verde                                                 |
| Hacia Valladolid                                            | Hacia Arroyo                                                |
| ----------------------------------------------------------- | ----------------------------------------------------------- |
| Plaza de España centro de salud                             | Pza. Colegio de Santa Cruz, 9                               |
| Avda. Aranzana IESO Arroyo                                  | Pº Prado de La Magdalena, 18 facultad de Filosofía y Letras |
| Avda. Aranzana fte. 37                                      | Ctra. Segovia Univ. E. Miguel de Cervantes                  |
| Avda. Aguachales, 17                                        | Avda. Salamanca fte. hipermercado                           |
| Avda. Valdezarce, 1T esq. c/ Almazara                       | Pza. España fte. centro de salud                            |
| C/ Presentación estatua al vaquero                          | Avda. Aranzana IESO Arroyo                                  |
| Pº Juan Carlos I, 1 esq. avda. José Luis Lasa               | Avda. Aranzana fte. 37                                      |
| Avda. Colón, 132                                            | Avda. Aguachales, 17                                        |
| Avda. Colón fte. 175                                        | Avda. Valdezarce, 1T esq. c/ Almazara                       |
| Avda. Salamanca hipermercado                                | C/ Presentación estatua al vaquero                          |
| Ctra. Segovia Univ. E. Miguel de Cervantes                  | Pº Juan Carlos I, 1 esq. avda. José Luis Lasa               |
| Pza. Colegio de Santa Cruz, 9                               | Avda. Colón, 132                                            |
| Pº Prado de La Magdalena, 18 facultad de Filosofía y Letras | Avda. Colón fte. 175                                        |

## Línea Búho
La madrugada de sábados y domingos Arroyo de la Encomienda mantiene su servicio de autobús con un recorrido ampliado hasta el centro de Valladolid, teniendo en Arroyo el mismo recorrido circular que la línea Roja.

### Horario
| Día      | Horas de salida de Valladolid |
| -------- | ----------------------------- |
| Sábados  | 0:00, 1:00, 2:00 y 3:00       |
| Domingos | 0:00, 1:00, 2:00, 3:00 y 4:30 |

### Paradas
| Línea Búho Valladolid → La Flecha → Sotoverde → La Vega → Valladolid |
| -------------------------------------------------------------------- |
| Pza. Poniente                                                        |
| Estación de autobuses de Valladolid                                  |
| Pº Zorrilla, 130 centro comercial                                    |
| Avda. Medina del Campo fte. 19 centro de salud                       |
| Cmo. Zaratán fte. 2                                                  |
| Cmo. Zaratán fte. 22                                                 |
| C/ Clavel, 10A                                                       |
| C/ Clavel fte. Casa de Cultura                                       |
| C/ Almendrera, 12 CEIP Raimundo de Blas                              |
| Pza. España centro de salud                                          |
| C/ Picones, 8 esq. gta. Cañazo                                       |
| Avda. Aranzana fte. 9                                                |
| Avda. Aranzana IESO Arroyo                                           |
| Avda. Aranzana fte. 29                                               |
| Avda. Aranzana fte. 37                                               |
| C/ Ramón y Cajal fte. CEIP Kantica                                   |
| C/ Me falta un tornillo aparcamiento C.C. Río Shopping               |
| C/ Ramón y Cajal CEIP Kantica                                        |
| C/ Arnaldo de Vilanova CEIP Kantica                                  |
| C/ Arnaldo de Vilanova fte. 1 centro deportivo                       |
| Avda. Aguachales, 17                                                 |
| Cmo. Viejo campo de golf                                             |
| C/ Almazara, 11                                                      |
| Avda. Valdezarce, 1T esq. c/ Almazara                                |
| C/ Juan de la Cierva fte. nuevos campos de rugby                     |
| C/ Juan de la Cierva, 5B                                             |
| C/ Ramón y Cajal parque de mayores                                   |
| C/ Ramón y Cajal fte. edificio ADE                                   |
| C/ Presentación estatua al vaquero                                   |
| Avda. José Luis Lasa esq. gta. La Flecha                             |
| Avda. José Luis Lasa, 18                                             |
| Pº Juan Carlos I, 1 esq. avda. José Luis Lasa                        |
| Avda. Colón, 82 Multiusos de La Vega                                 |
| Avda. Colón, 132                                                     |
| Avda. Colón fte. 175                                                 |
| C/ Cardenal Torquemada esq. avda. Salamanca                          |
| Avda. Salamanca hipermercado                                         |
| Avda. Medina del Campo, 15 fte. centro de salud                      |
| Pº Zorrilla, 65 fte. centro comercial                                |
| Pza. Poniente                                                        |
| Estación de autobuses de Valladolid                                  |

## Línea Valladolid - C. C. Río Shopping
En los días de apertura del centro comercial Río Shopping existe una línea lanzadera desde Valladolid en horario diurno.

### Horario
| Día                                                | Lugar de salida    | Primer servicio | Último servicio | Frecuencia   |
| -------------------------------------------------- | ------------------ | --------------- | --------------- | ------------ |
| Lunes a sábados laborables, y festivos de apertura | Valladolid         | 8:45            | 21:45           | cada 60 min. |
| Lunes a sábados laborables, y festivos de apertura | C. C. Río Shopping | 9:15            | 22:15, 22:45    | cada 60 min. |

### Paradas
| Valladolid - C. C. Río Shopping                     | Valladolid - C. C. Río Shopping                     |
| Hacia C. C. Río Shopping                            | Hacia Valladolid                                    |
| --------------------------------------------------- | --------------------------------------------------- |
| Pº Filipinos esq. pº Zorrilla                       | C/ Me falta un tornillo centro comercial            |
| Estación de autobuses de Valladolid                 | C/ Felipe Ruíz Martín esq. c/ Manuel Canesí Acevedo |
| Pº Zorrilla, 130 centro comercial                   | Avda. Medina del Campo, 15 fte. centro de salud     |
| Avda. Medina del Campo fte. 19 centro de salud      | Pº Zorrilla, 65 fte. centro comercial               |
| C/ Felipe Ruíz Martín fte. c/ Manuel Canesí Acevedo | Pº Filipinos esq. pº Zorrilla                       |
| C/ Me falta un tornillo centro comercial            |                                                     |